# Lista monumentelor de arhitectură peisagistică din Republica Moldova
Ariile protejate din Republica Moldova sunt categorisite în mai multe tipuri. Lista dată conține monumentele de arhitectură peisagistică, conform Legii nr. 1538 din 25.02.1998 privind fondul ariilor naturale protejate de stat.
| Denumire                                                    | Raion | Amplasare                                                        | Proprietar                                                          | Suprafață | Coordonate                                                  | Imagine        |
| ----------------------------------------------------------- | ----- | ---------------------------------------------------------------- | ------------------------------------------------------------------- | --------- | ----------------------------------------------------------- | -------------- |
| Parcul Hîrbovăț                                             | AN    | ocolul silvic Hîrbovăț, Vila Hîrbovăț, parcela 33, subparcela 29 | Gospodăria Silvică de Stat Bender                                   | 2,2 ha    | 46°51′07″N 29°23′38″E / 46.851906°N 29.393865°E             | vezi mai multe |
| Parcul din satul Pavlovca                                   | BR    | satul Pavlovca                                                   | Spitalul nr. 7 din satul Pavlovca al Ministerului Sănătății         | 18,3 ha   | 48°22′59″N 26°52′38″E / 48.383171°N 26.877152°E             | vezi mai multe |
| Aleea de tei dintre satele Pavlovca și Larga                | BR    | între satele Pavlovca și Larga                                   | Primăria satului Larga                                              | 3 ha      | 48°22′31″N 26°51′53″E / 48.375148°N 26.864599°E             |                |
| Parcul din satul Cuhureștii de Sus                          | FR    | satul Cuhureștii de Sus                                          | Întreprinderea Agricolă „Patria”                                    | 3 ha      | 47°55′13″N 28°33′12″E / 47.920194444444°N 28.553222222222°E | vezi mai multe |
| Parcul din satul Temeleuți                                  | FR    | satul Temeleuți                                                  | Întreprinderea Agricolă „Progres”                                   | 3,8 ha    | 47°58′41″N 28°29′40″E / 47.977991°N 28.494559°E             | vezi mai multe |
| Alei de larice și tei, grupuri de conifere                  | CL    | satul Rassvet                                                    | Întreprinderea Agricolă „Codru”                                     | 2 ha      | 47°12′33″N 28°25′16″E / 47.20916°N 28.421009°E              | vezi mai multe |
| Parcul din satul Bălăbănești                                | CR    | satul Bălăbănești                                                | Întreprinderea Agricolă „Moldova”                                   | 5 ha      | 47°03′37″N 29°08′03″E / 47.060287°N 29.134213°E             | vezi mai multe |
| Parcul din satul Miclești                                   | CR    | satul Miclești                                                   | Școala Medie din satul Miclești                                     | 2 ha      | 47°14′36″N 28°48′13″E / 47.243254°N 28.803489°E             | vezi mai multe |
| Parcul din satul Rediul Mare                                | DN    | satul Rediul Mare                                                | Spitalul Ftiziatric al Direcției Căii Ferate din Moldova            | 10 ha     | 48°13′42″N 27°30′56″E / 48.228366°N 27.515444°E             | vezi mai multe |
| Parcul din satul Țaul                                       | DN    | satul Țaul                                                       | Primăria satului Țaul                                               | 46 ha     | 48°12′19″N 27°40′18″E / 48.205335°N 27.671629°E             | vezi mai multe |
| Parcul din satul Mîndîc                                     | DR    | între satele Mîndîc și Iliciovca                                 | Primăria satului Mîndîc                                             | 16,4 ha   | 48°09′40″N 27°51′50″E / 48.161112°N 27.863882°E             | vezi mai multe |
| Parcul „Iasnaia Poliana”                                    | DR    | la 3 km sud-vest de orașul Drochia                               | Comitetul Raional al Sindicatului Complexului Agroindustrial        | 12,8 ha   | 48°00′20″N 27°48′27″E / 48.005661°N 27.807428°E             |                |
| Parcul din satul Brînzeni                                   | ED    | satul Brînzeni                                                   | Casa invalizilor, Ministerul Muncii, Protecției Sociale și Familiei | 2 ha      | 48°05′10″N 27°10′51″E / 48.086216°N 27.180936°E             | vezi mai multe |
| Parcul din satul Hincăuți                                   | ED    | satul Hincăuți                                                   | Sanatoriul Ftiziatric al Ministerului Sănătății                     | 27 ha     | 48°15′54″N 27°20′52″E / 48.265068°N 27.347707°E             | vezi mai multe |
| Parcul din satul Stolniceni                                 | ED    | satul Stolniceni                                                 | Spitalul de sector al Ministerului Sănătății                        | 3 ha      | 48°01′49″N 27°20′21″E / 48.030212°N 27.339064°E             | vezi mai multe |
| Parcul din satul Milești                                    | NS    | satul Milești                                                    | Întreprinderea Agricolă „Milești”                                   | 3 ha      | 47°12′50″N 28°02′33″E / 47.213803°N 28.042418°E             | vezi mai multe |
| Parcul din satul Ivancea                                    | OR    | satul Ivancea                                                    | Primăria satului Ivancea                                            | 3 ha      | 47°17′10″N 28°51′29″E / 47.286203°N 28.858132°E             | vezi mai multe |
| Parcul din satul Cubolta                                    | SG    | satul Cubolta                                                    | Primăria satului Cubolta                                            | 7 ha      | 47°52′36″N 28°01′03″E / 47.876646°N 28.017475°E             | vezi mai multe |
| Parcul „Leuntea”                                            | SV    | satul Grădinița                                                  | Întreprinderea Agricolă „Leuntea”                                   | 21,49 ha  | 46°39′17″N 29°35′10″E / 46.6548°N 29.586123°E               |                |
| Grădina Muzeului Național de Etnografie și Istorie Naturală | C     | str. M. Kogălniceanu 82                                          | Ministerul Culturii                                                 | 0,075 ha  | 47°01′25″N 28°49′13″E / 47.023561°N 28.820262°E             | vezi mai multe |
| Parcul de cultură și odihnă „Valea Morilor”                 | C     | orașul Chișinău                                                  | Primăria municipiului Chișinău                                      | 113,9 ha  | 47°01′17″N 28°48′55″E / 47.021324°N 28.815175°E             | vezi mai multe |